# Curt Carlström
Curt Johan Eugén Carlström, född 5 november 1910 i Karlskrona, död 12 juli 1971 i Degeberga, var en svensk folkskollärare och målare.
Han var son till flaggmaskinisten Conrad Carlström och Hulda Ericsson och från 1940 gift med läraren Gun Carlström. Han bedrev universitetsstudier i konsthistoria och arkeologi 1934–1939 och fick sin grundläggande utbildning som konstnär av Kristoffer Nordin och Olle Angelin samt under studieresor till Köpenhamn, Dresden, Prag och Berlin. Separat ställde han ut ett flertal gånger i Karlskrona och han medverkade i utställningen Blekingarna på Galeri Moderne i Stockholm samt i utställningen Gamla Karlskrona på Blekinge läns museum. Hans konst består av figurer, stadsmotiv och landskap i olja eller akvarell. Han signerade emellanåt sina verk med C. Johann.